# Deutsche Tennisgeschichte

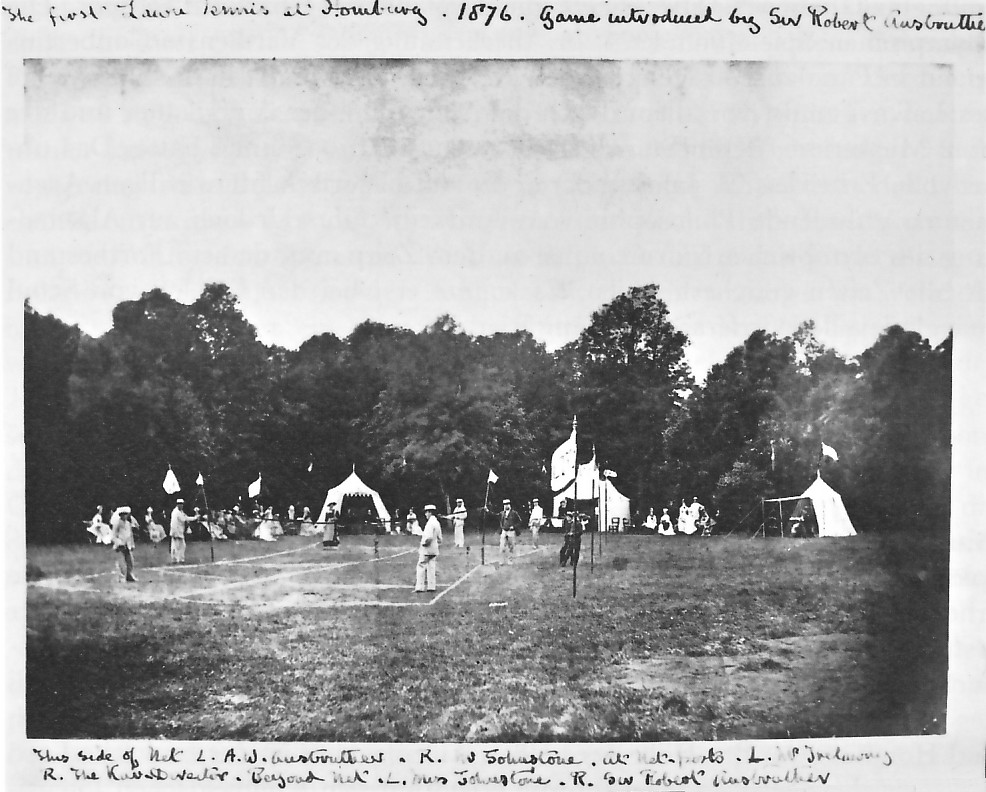
Lawn Tennis im Kurpark von Bad Homburg, 1876

Die Deutsche Tennisgeschichte beginnt um das Jahr 1880. Seit 1902 bestimmte maßgeblich der Deutsche Tennis Bund die weitere Entwicklung.
Die ersten deutschen Tennisclubs entstanden in den Jahren 1879 und 1881 in Bad Homburg vor der Höhe und Baden-Baden. In Baden-Baden wurden direkt zwei Tennisclubs gegründet: die Lawn Tennis Gesellschaft „Im Spechten Garten“ und der Baden-Baden LTC, der 1893 unter dem Namen Baden-Baden International Lawn Tennis Club neugegründet wurde. Zwischen 1883 und 1890 (Juli) wurden 13 weitere Tennisclubs in Breisgau, Kassel, Essen, Straßburg, Hamburg, Nürnberg, Elberfeld (heute zu Wuppertal), Duisburg, Cannstatt, Bad Ems und Heidelberg ins Leben gerufen.
1892 fanden erste „Internationale Deutsche Meisterschaften“ auf der Anlage des „Eisbahn-Vereins auf der Uhlenhorst“ in Hamburg statt, die 1888 errichtet worden war. Die Internationalität bestand in der Teilnahmeberechtigung für Österreich. Wenige Tage nach der Eröffnung am 27. August 1892 musste das Turnier unterbrochen werden, weil die Cholera in Hamburg ausgebrochen war. Erst einen Monat später stand mit dem 19-jährigen Walter Bonne der Sieger fest. 1894 und 1895 wurden „Meisterschaften von Deutschland“ und 1896 und 1897 „Internationale Lawn-Tennis-Turniere zu Hamburg“ in Hamburg-Uhlenhorst ausgetragen. Von 1898 bis 1901 wurde die Turniere in Bad Homburg vor der Höhe ausgetragen.

## Ab 1902

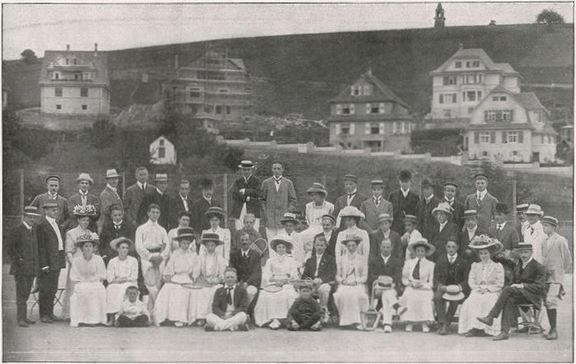
Die Teilnehmer am 1. Lawn-Tennis-Turnier in Tübingen, 1909

1902 konstituierte sich die „Hamburger Lawn-Tennis Gilde“ als Turnierveranstalter. Im August 1902 wurden erstmals die „Meisterschaften von Deutschland“ auf der Anlage des „Eisbahn-Vereins auf der Uhlenhorst“ durchgeführt, bis zum 1912 im jährlichen Wechsel mit der Anlage des „Eisbahn-Vereins vor dem Dammthor“ am Rothenbaum. Seit 1919 wurden die Turniere nur am Rothenbaum ausgetragen.
In den ersten Jahren des 20. Jahrhunderts sorgte vor allem ein Spieler für Aufsehen: Otto Froitzheim wurde mehrmaliger Internationaler Deutscher Meister und 1912 sogar Weltmeister auf Hartplätzen.
1911 wurde die Organisation des Verbandes Deutscher Tennislehrer (VDT) gegründet. Im selben Jahr begannen die German Pro Championships als Turniere im Profitennis. 1913 besiegte die deutsche Mannschaft im Davis Cup, der damals noch als International Lawn Tennis Challenge firmierte, die französische Davis-Cup-Mannschaft mit 4:1. Es war das erste Davis-Cup-Match für Deutschland, das auf den Tennisplätzen der Kurverwaltung an der Blumenwiese in Wiesbaden stattfand. Für das deutsche Team spielten Oscar Kreuzer, Friedrich-Wilhelm Rahe und Heinrich Kleinschroth.
Deutschland hatte zuerst keine Meldung für die International Lawn Tennis Challenge 1914 abgegeben – erst das gute Abschneiden von Otto Froitzheim in Wimbledon hatte zu einem Meinungsumschwung geführt. Die Australier und die Deutschen trafen in Pittsburgh aufeinander, das Endergebnis lautete 0:5. Oscar Kreuzer und Otto Froitzheim nahmen im Anschluss das erste schnelle Schiff nach Europa. In der Nähe von Gibraltar wurde dieses von einem britischen Kreuzer in den Hafen gezwungen, da kurz zuvor der Erste Weltkrieg ausgebrochen war. Die beiden deutschen Tennisspieler wurden festgenommen und in ein Internierungslager nach England gebracht. Zwischen 1914 und 1919 wurde Deutschland aus dem internationalen Tennisgeschehen ausgeschlossen, so dass die Meisterschaften entfielen. Froitzheim und Kreuzer wurde 1918, als der Krieg zu Ende war, die Heimkehr erlaubt.
Seit 1924 wurde die Anlage am Rothenbaum Standort der Deutschen Meisterschaften. Im selben Jahr erfolgte unter dem VDT-Vorsitzenden Willi Hannemann eine Untergliederung der Profiorganisation VDT in vier Gaue bzw. Landesgruppen:
- Norddeutscher Gau mit Sitz in Berlin
- Mitteldeutscher Gau mit Sitz in Magdeburg
- Westdeutscher Gau mit Sitz in Wiesbaden
- Süddeutscher Gau mit Sitz in München

Der Deutsche Tennis Bund (DTB) wurde erst 1926 wieder in die International Lawn Tennis Federation (ILTF) aufgenommen. Die Teilnahme an der International Lawn Tennis Challenge und anderen internationalen Turnieren war den deutschen Spieler bis dahin verwehrt.
Gottfried von Cramm, Henner Henkel, Hans Nüsslein, Hilde Sperling-Krahwinkel und Cilly Aussem sorgten auf internationaler Ebene für Aufsehen. „Baron“ Gottfried von Cramm gewann zweimal die Internationalen Meisterschaften von Frankreich. In Wimbledon verpasste er bei seinen drei Endspielteilnahmen knapp den großen Triumph. Nach Boris Becker ist er damit der beste deutsche Spieler aller Zeiten. Was Gottfried von Cramm verwehrt blieb, gelang Cilly Aussem. Die gebürtige Kölnerin wurde die erste deutsche Wimbledonsiegerin. Nach Cilly Aussem und Henner Henkel, der es bis auf Position drei der Weltrangliste schaffte, benannte der Deutsche Tennis Bund seine Junioren-Mannschaftswettbewerbe (Henner Henkel-Spiele, Cilly Außem-Spiele).
Das Tennismekka Wimbledon erlebte 1931 ein deutsches Fräuleinwunder. Zum ersten Mal bestritten zwei deutsche Tennisdamen das Finale im Einzel auf dem „Heiligen Rasen“. Siegerin und erste deutsche Titelträgerin wurde, nach ihrem 6:2 und 7:6 über Hilde Krahwinkel, Cilly Aussem. Die 21-jährige Aussem hatte zuvor bereits die French Open gewonnen. Hilde Krahwinkel, die als Leichtathletin auf Olympia verzichtet hatte, stand schon 1930 im Mixed-Finale vom Wimbledon.

## Ab 1945
Nach dem Zweiten Weltkrieg musste man auch im deutschen Tennis wieder ganz von vorne anfangen. Es gab weder Schläger noch Bälle, viele Tennis-Anlagen waren verwüstet, und so war es eigentlich ein Wunder, dass schon 1948 wieder um den Titel des Internationalen Deutschen Meisters am Rothenbaum gespielt werden konnte.
Beim VDT stellte sich die Aufteilung in Bezirke 1953 wie folgt dar:
- Bezirk 1: Berlin und die DDR
- Bezirk 2: Hamburg, Bremen, Schleswig-Holstein, Niedersachsen
- Bezirk 3: Nordrhein-Westfalen
- Bezirk 4: Rheinland-Pfalz
- Bezirk 5: Baden-Württemberg
- Bezirk 6: Bayern

Im Laufe der Zeit wuchs die Zahl der Landesverbände, so dass auch eine Neuorganisation der Bezirke erforderlich wurde.
Am Hamburger Rothenbaum wurde Gottfried Freiherr von Cramm, genannt „der Kronprinz von Wimbledon“, am 7. August 1955 im Alter von 46 Jahren zum letzten Mal deutscher Tennismeister im Doppel mit seinem US-amerikanischen Partner Budge Patty. Er spielte zwischen 1932 und 1953 insgesamt 102 Davis-Cup-Matches im Einzel und Doppel (82 Siege) und gewann insgesamt 27 deutsche Titel. Nach dem Zweiten Weltkrieg baute er den LTTC Rot-Weiß Berlin wieder auf. Am 9. November 1976 kam er im Alter von 67 Jahren bei einem Autounfall auf einer Wüstenstraße vor Kairo ums Leben.
In den 60er Jahren trat Wilhelm Bungert ins Rampenlicht, mit ihm stand 1967 nach 30 Jahren wieder ein deutscher Spieler im Finale des Rasenturniers in Wimbledon. Der vielfache deutsche Meister Bungert unterlag aber dem Australier John Newcombe vor 14.800 Zuschauern glatt mit 3:6, 1:6 und 1:6. In seinen vorherigen Partien musste er gleich viermal über die volle Distanz von fünf Sätzen gehen. Bungert hatte in Wimbledon bereits 1963 und 1964 das Halbfinale erreicht. Der Mannheimer hält noch heute einen Rekord: 101 Davis-Cup-Einsätze. Außerdem führte er Deutschland 1970 ins erste Endspiel des Cups in Cleveland. Deutschland unterlag unter der Führung von Kapitän Ferdinand Henkel den USA mit 0:5. Wilhelm Bungert und Christian Kuhnke verloren ihre Einzel gegen Arthur Ashe und Cliff Richey und auch im Doppel gegen Stan Smith und Bob Lutz. Der Weg ins Finale hatte sie binnen eines Monats über die damalige Hippie-Pilgerstätte Poona, wo Indien mit 5:0 geschlagen wurde, und einem 4:1 im Düsseldorfer Rheinstadion über Spanien nach Ohio geführt. Bungerts weibliches Pendant hieß Helga Masthoff. Sie nahm an 56 Federation-Cup-Matches teil und verließ 38-mal den Platz als Siegerin.

### Beginn derOpen Era
Im Jahr 1968 wurde das System des Tennissports international erneuert. Es war der Beginn der Open Era. Die Profis durften mit den Amateuren gemeinsam an Turnieren teilnehmen. 1969 wurde am Rothenbaum das erste Mal offiziell um Preisgelder gespielt. Insgesamt ging es um 17.500 US-Dollar.
Tennis rückte in jenen Jahren auch aus einer Isolation heraus, die ein halbes Jahrhundert vorher zur Selbstverständlichkeit gehört hatte und Folge der gesellschaftlichen Klassenunterschiede gewesen war. Die Klassenunterschiede gab es in dieser schroffen Form nicht mehr – außerdem hatte das Wirtschaftswunder dazu beigetragen, dass es den Menschen besser ging. Die sozialen Errungenschaften hatten zudem zu mehr Freizeit geführt. Nicht nur die gesellschaftlichen Regeln veränderten sich, sondern auch jene, die direkt das Spiel betrafen – zum Beispiel die Einführung des Tiebreaks. Eine weitere Neuerung, die den gesamten Charakter des Turniertennis wandelte, war die Einführung einer Rangliste, die durch den Computer errechnet wurde. 1973 stellte die ATP diese Liste erstmals vor.

### Die goldenen 1980 Jahre
Anfang der 80er Jahre übersprang die Mitgliederzahl in den Vereinen die Millionengrenze und verdoppelte sich in nur zehn Jahren auf über zwei Millionen.
Sylvia Hanika gewann 1982 als erste Deutsche das Masters. Die 22-Jährige aus Ottendichl bei München konnte einen 1:6- und 1:3-Rückstand gegen die hochfavorisierte Martina Navrátilová noch in einen Sieg umwandeln. Vor 15.081 Zuschauern gewann sie mit 1:6, 6:3 und 6:4, wofür sie ein Preisgeld von 239.000 DM einstrich. Der Turniersieg war auch deshalb überraschend, weil Hanika gerade erst die Folgen eines schweren Autounfalls überstanden hatte. Ihre beste Weltranglistenposition war Platz fünf.
Drei Jahre später, am 7. Juli 1985, brach in Deutschland endgültig das Tennisfieber aus. Der 17-jährige Boris Becker gewann den Titel in Wimbledon. Im Finale schlug der Überraschungsfinalist den Südafrikaner Kevin Curren in vier Sätzen. In Deutschland verfolgten 11,19 Millionen Menschen (31 Prozent Einschaltquote) an den Fernsehgeräten den Triumphzug des bis dato jüngsten Wimbledonsiegers. Zwei weitere Titel und drei Finalteilnahmen sollten folgten. Im Jahre 1991 stand Becker an der Spitze der Weltrangliste und erreichte erneut das Finale in Wimbledon. Dort unterlag er Michael Stich, der damit seinen ersten und einzigen Grand-Slam-Titel gewann. Im Jahre 1992 holten sich die beiden gemeinsam die olympische Goldmedaille in Barcelona.
1988 gewann Deutschland den Davis Cup zum ersten Mal: Boris Becker, Carl-Uwe Steeb, Eric Jelen und Patrik Kühnen siegten unter Teamchef Niki Pilić gegen Schweden. 1989 besiegte Deutschland wieder das schwedische Team, diesmal 3:2. 1993 führte Michael Stich das Davis-Cup-Team an und holte den Cup zum dritten und bislang letzten Mal nach Deutschland.
Auch die deutschen Damen dominierten die internationale Konkurrenz. Steffi Graf übertraf alle vorherigen Rekorde. Zwischen 1986 und 1999 gewann sie 107 Einzeltitel. Acht Jahre lang beendete sie die Saison als Nummer eins der Weltrangliste, die sie 377 Wochen lang anführte. Im Jahre 1988 krönte sie ihre Karriere mit dem „Golden Slam“, den Siegen bei allen vier Grand-Slam-Turnieren und den Olympischen Spielen von Seoul. Sie wurde damit die erfolgreichste Tennisspielerin aller Zeiten. 1987 führten Steffi Graf und Claudia Kohde-Kilsch als Einzelspielerinnen das deutsche Federation-Cup-Team in Vancouver zu einem Sieg gegen Titelverteidiger USA. 1992 gewann das deutsche Team mit Steffi Graf, Anke Huber, Sabine Hack und Barbara Rittner zum zweiten Mal den Federation Cup. Unter Führung von Klaus Hofsäss gelang in Frankfurt am Main der Finalsieg gegen Spanien.
1999, in ihrem letzten Profijahr, überzeugte Steffi Graf nach einem schwierigen Start in die Saison bei den French Open. Im Finale traf die Deutsche auf die Schweizerin Martina Hingis und gewann mit 4:6, 7:5, 6:2. Wochen später stand Graf erneut in einem Grand-Slam-Endspiel, doch in Wimbledon verlor sie mit 4:6 und 5:7 gegen Lindsay Davenport. Am 13. August 1999 verkündete sie ihren endgültigen Rücktritt vom aktiven Tennissport. Offiziell verabschiedet wurde sie dann während des Masters im New Yorker Madison Square Garden.

## Wettbewerbe

### International German Open
In Hamburg finden schon seit 1892 die „Internationalen Deutschen Meisterschaften im Tennis“ statt.
Das Sandplatzturnier gehörte bis 2008 zur ATP Masters Series und seit 2009 zur ATP World Tour 500. Seitdem bilden 48 Einzelspieler und 16 Doppelpaare das Starterfeld. Der einzige deutsche Sieger in der Open Era im Einzel war 1993 Michael Stich. Im Doppel konnten in dieser Zeit nur Jürgen Faßbender und Hans-Jürgen Pohmann (1973 und 1974) das Turnier gewinnen.

### Davis Cup
Der Davis Cup ist der wichtigste Team-Wettbewerb im Herrentennis. Einmal jährlich wird der Davis Cup zwischen verschiedenen Nationen in diversen Gruppen und Runden ausgespielt. Jede Runde zwischen zwei Nationalmannschaften wird in vier Einzeln und einem Doppel an drei Tagen gespielt. Veranstalter ist die International Tennis Federation. Die deutschen Heimspiele organisiert der Deutsche Tennis Bund.
Das deutsche Team hat bislang dreimal den Titel gewonnen:
- 1988: 4:1 gegen Schweden (in Göteborg)
- 1989: 3:2 gegen Schweden (in Stuttgart)
- 1993: 4:1 gegen Australien (in Düsseldorf)

### Fed Cup
Der Fed Cup (bis 1995 Federation Cup) ist im Damentennis der wichtigste Team-Wettbewerb. Im Jahr 1995 wurde die Veranstaltung dem Davis-Cup-Modus angeglichen. Seitdem werden an zwei Tagen vier Einzel und ein Doppel gespielt. Veranstalter ist die International Tennis Federation. Die deutschen Heimspiele organisiert der Deutsche Tennis Bund.
Die deutschen Damen haben bereits zweimal den Fed Cup gewonnen:
- 1987: 2:1 gegen USA (in Vancouver)
- 1992: 2:1 gegen Spanien (in Frankfurt am Main)